# Eggersriet
Eggersriet é uma comuna da Suíça, no Cantão São Galo, com cerca de 2.177 habitantes. Estende-se por uma área de 8,82 km², de densidade populacional de 247 hab/km². Confina com as seguintes comunas: Grub (AR), Heiden (AR), Lutzenberg (AR), Rehetobel (AR), Rorschacherberg, San Gallo (Sankt Gallen), Speicher (AR), Untereggen.
A língua oficial nesta comuna é o Alemão.